# Porina athertonii
Porina athertonii är en lavart som beskrevs av Sipman. Porina athertonii ingår i släktet Porina och familjen Porinaceae.   Inga underarter finns listade i Catalogue of Life.